# ウェブスター郡 (ケンタッキー州)
ウェブスター郡（英: Webster County）は、アメリカ合衆国ケンタッキー州の西部に位置する郡である。2010年国勢調査での人口は13,621人であり、2000年の14,120人から3.5%減少した。郡庁所在地はディクソン市（人口786人）であり、同郡で人口最大の都市はプロビデンス市（人口3,193人）である。ウェブスター郡は、1860年に設立され、郡名は政治家ダニエル・ウェブスター（1782年-1852年）に因んで名付けられた。南北戦争のときは主に南軍支持であり、幾つかの小戦闘やゲリラ戦が起きた。
郡内の全域でアルコール飲料の販売が禁止されている「ドライ郡」（禁酒郡）である。

## 地理
ウェブスター郡はケンタッキー州の西部炭田地帯に属している。アメリカ合衆国国勢調査局に拠れば、郡域全面積は335.68平方マイル (869.4 km2)であり、このうち陸地334.75平方マイル (867.0 km2)、水域は0.93平方マイル (2.4 km2)で水域率は0.28%である。

### 隣接する郡
- ヘンダーソン郡 - 北
- マクリーン郡 - 北東
- ホプキンス郡 - 南東
- コールドウェル郡 - 南
- クリッテンデン郡 - 南西
- ユニオン郡 - 北西

## 人口動態
以下は2010年国勢調査による人口統計データである。
| 基礎データ - 人口: 13,621人 - 世帯数: 5,272 世帯 - 家族数: 3,716 家族 - 人口密度: 16人/km2（42人/mi2） - 住居数: 5,936軒 - 住居密度: 7軒/km2（19軒/mi2） 人種別人口構成 - 白人: 91.4% - アフリカン・アメリカン: 4.1% - ネイティブ・アメリカン: 0.2% - アジア人: 0.3% - 太平洋諸島系: 0.3% - その他の人種: 2.3% - 混血: 1.4% - ヒスパニック・ラテン系: 4.3% 年齢別人口構成 - 18歳未満: 25.9% - 18-24歳: 5.8% - 25-44歳: 25.0% - 45-64歳: 28.2% - 65歳以上: 15.1% - 年齢の中央値: 40歳 - 性比（女性100人あたり男性の人口） - 総人口: 98.8 | 世帯と家族（対世帯数） - 18歳未満の子供がいる: 27.2% - 結婚・同居している夫婦: 55.0% - 未婚・離婚・死別女性が世帯主: 10.8% - 非家族世帯: 29.5% - 単身世帯: 25.4% - 65歳以上の老人1人暮らし: 11.6% - 平均構成人数 - 世帯: 2.51人 - 家族: 2.98人 収入と家計 - 収入の中央値 - 世帯: 39,635米ドル - 家族: 49,580米ドル - 性別 - 男性: 41,662米ドル - 女性: 26,502米ドル - 人口1人あたり収入: 18,879米ドル - 貧困線以下 - 対人口: 16.0% - 対家族数: 11.9% - 18歳未満: 21.9% - 65歳以上: 11.6% |

## 都市と町
| - ディクソン - 郡庁所在地 - プロビデンス - スローターズ | - セブリー - クレイ - ウィートクロフト |